# フレデリック・ステュアート・チャーチ
フレデリック・ステュアート・チャーチ（Frederick Stuart Church、1842年12月1日 - 1924年2月18日）はアメリカ合衆国の画家、イラストレータである。

## 略歴
ミシガン州のグランドラピッズで生まれた。父親は政治家で有名な法律家であった。13歳からシカゴで働き始め、19歳の時に、南北戦争が始まり、北軍に従軍した。戦争が終わってシカゴに戻り、画家になるためにシカゴ美術学校(Art Institute of Chicago)に入学し、ウォルター・シャーローに学んだ。1870年にニューヨークに移り、ナショナル・アカデミー・オブ・デザインでレミュエル・ウイルマース(Lemuel Wilmarth)に学び、設立されたばかりのアート・スチューデンツ・リーグ・オブ・ニューヨークに移り、再び、シャーローに学んだ。
当時のアメリカの芸術家の多くが、ヨーロッパに比べてアメリカが文化的な後進の地であると感じてヨーロッパに留学する道を選んだが、チャーチは外国の芸術はアメリカ人の学ぶところは少ないと広言し、ヨーロッパに出る必要はないと考えていた。
1870年代の半ばまでに才能あふれるイラストレータだと認められ、多くの雑誌、出版物にチャーチの作品は掲載された。1883年にナショナル・アカデミー・オブ・デザインの準会員に選ばれ、1885年に正会員に選ばれた。
出版物の挿絵の他、時計会社の年鑑や企業のためのクリスマスカードのデザインなど商業芸術の分野で働き、多くの実業家がパトロンになった。
擬人化した動物などを描くのが好きで、そのために、巡回サーカス団やニューヨークの動物園で動物のスケッチをして、動物の表情や形態を研究した。

## 作品

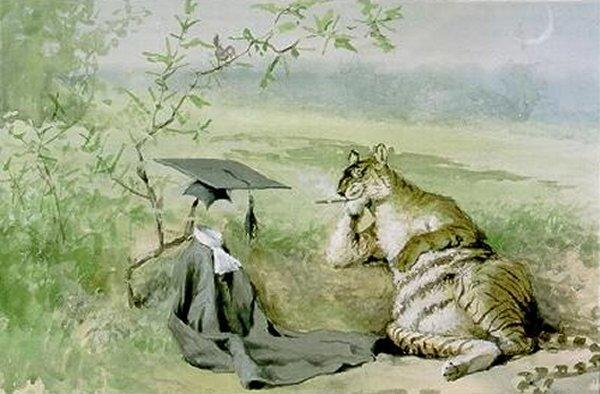
教授を食べ終わった虎 (1905)
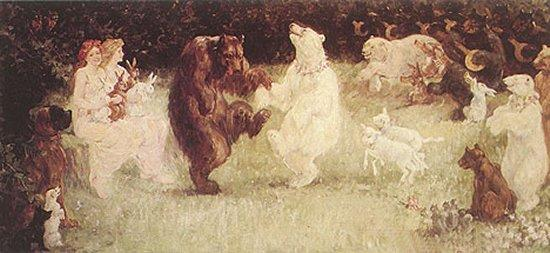
春の儀式
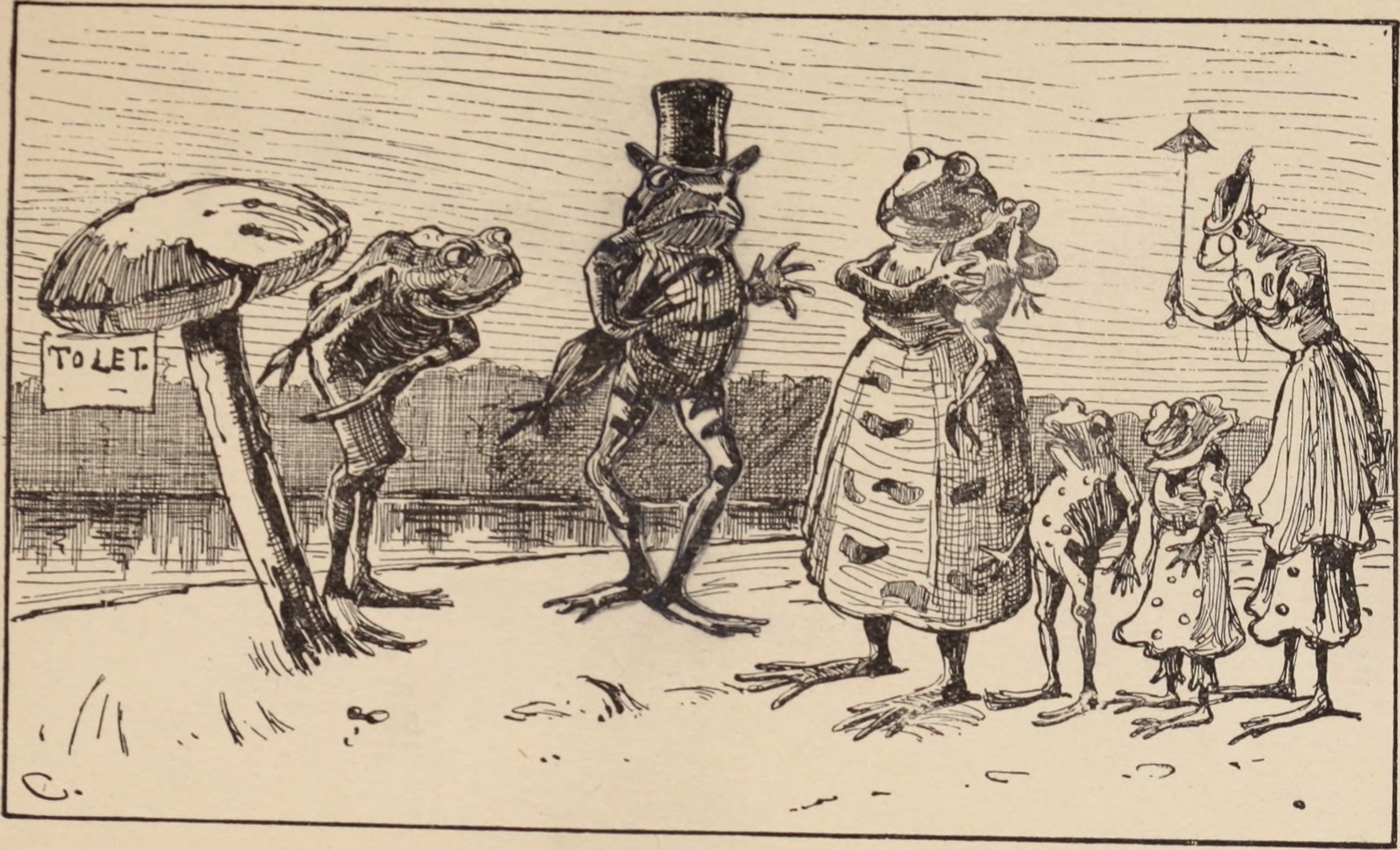

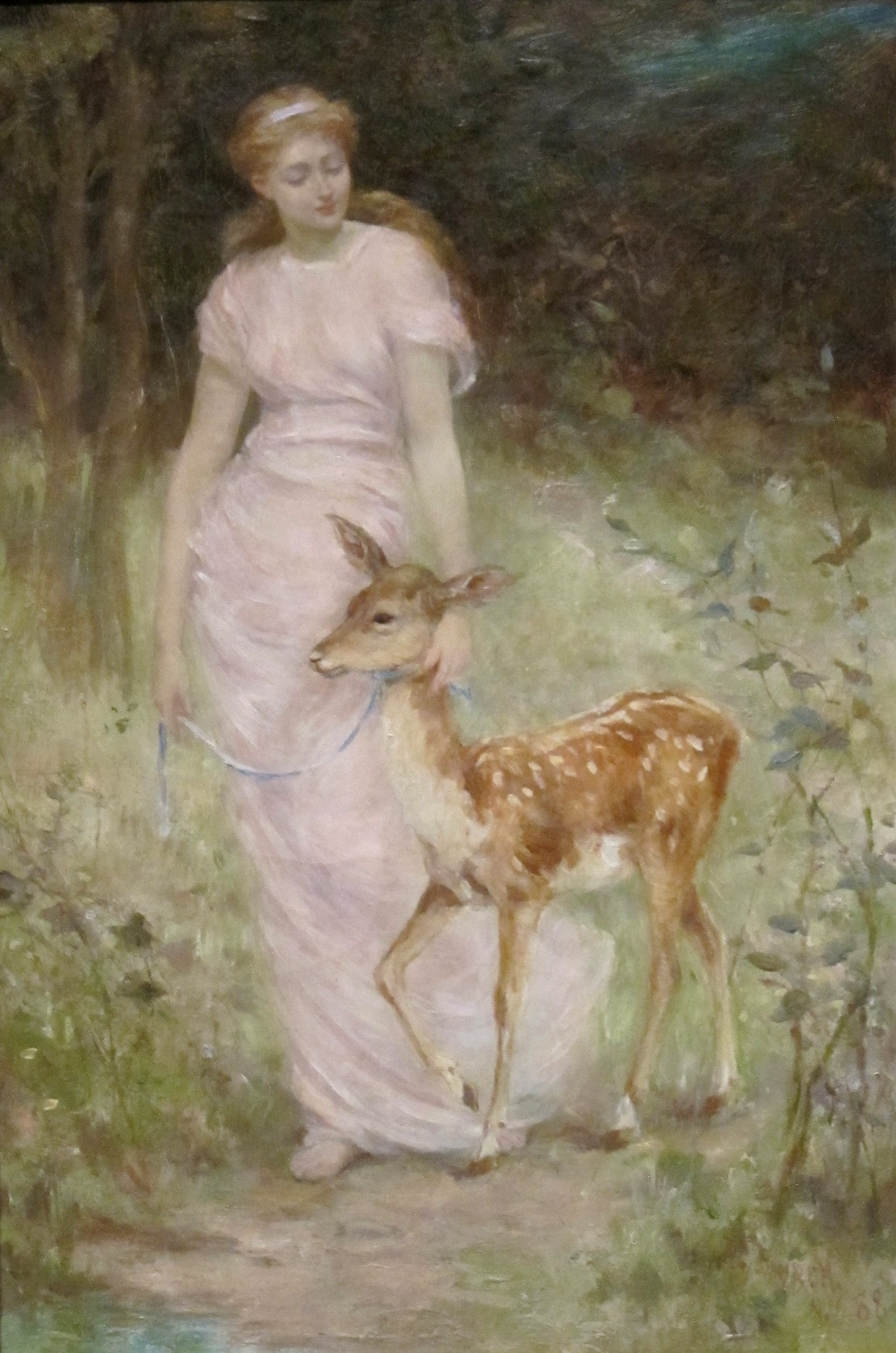
A Willing Captive(1888)
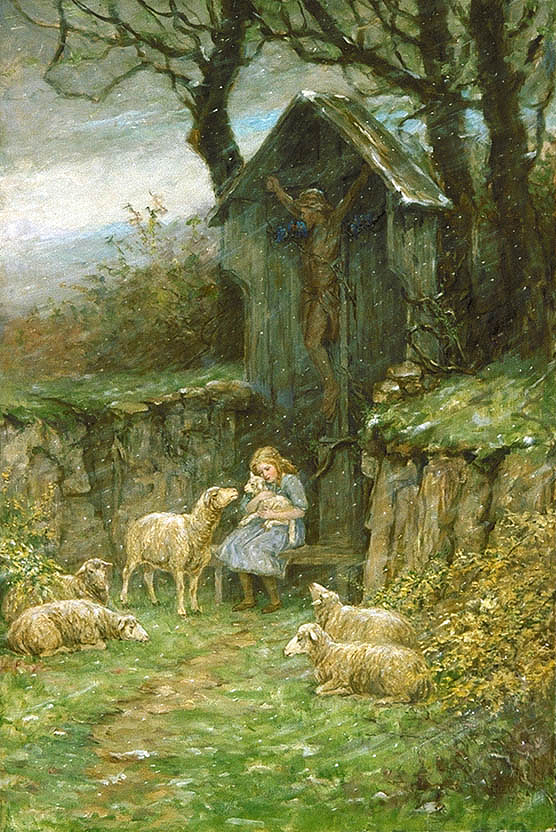
Refuge (1912)
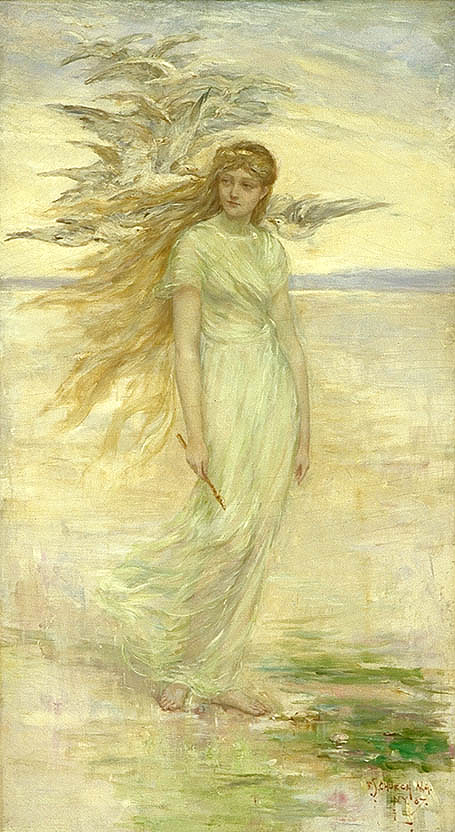
The Viking's Daughter (1929)
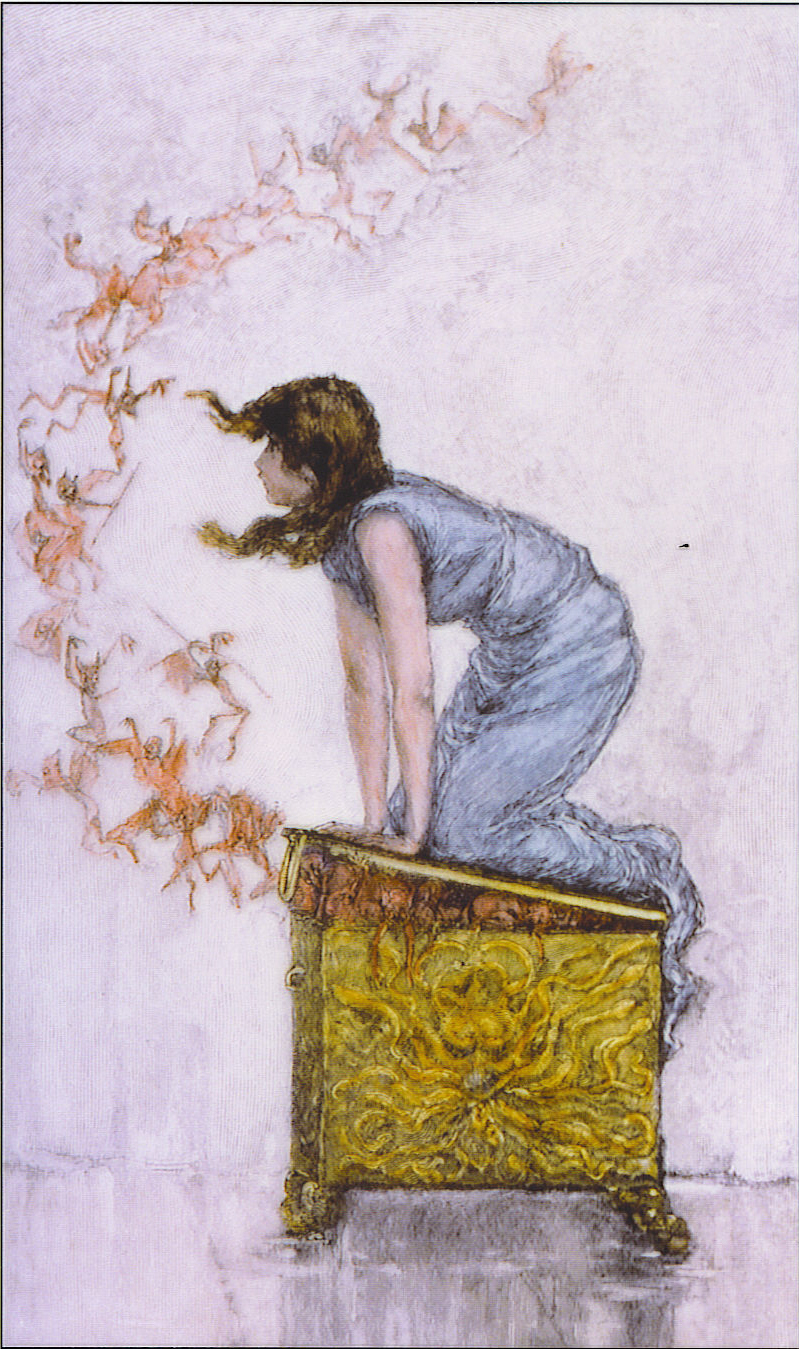
開かれたパンドラの箱